# 조지아 메이 재거
조지아 메이 재거(Georgia May Jagger, 1992년 1월 12일 ~ )는 잉글랜드의 모델이다. 롤링 스톤스의 리드 보컬인 믹 재거와 모델 제리 홀의 딸이다. 모델 엘리자베스 재거의 동생이다.